# Ђуђанг
Ђуђанг (九江) град је Кини у покрајини Ђангси. Према процени из 2009. у граду је живело 254.074 становника.

## Становништво
Према процени, у граду је 2009. живело 254.074 становника.
| 1990.   | 2000.   | 2009    |
| ------- | ------- | ------- |
| 249.093 | 256.406 | 254.074 |